# خانه کارخانه چی
خانه کارخانه چی مربوط به اواخر دوره قاجار - اوایل دوره پهلوی است و در کاشان، خیابان ملا محسن فیض کاشانی، میدان ولی سلطان واقع شده و این اثر در تاریخ ۱۹ مرداد ۱۳۸۴ با شمارهٔ ثبت ۱۲۹۶۹ به‌عنوان یکی از آثار ملی ایران به ثبت رسیده است.